# Sevelamer
Sevelamer (rINN) ist ein Arzneistoff aus der Gruppe der Phosphatbinder, der bei Dialysepatienten mit Phosphatüberschuss im Blut (Hyperphosphatämie) zur Bindung des Phosphats aus der Nahrung eingesetzt wird.
Sevelamer kommt in zwei verschiedenen Salzformen zur Anwendung, dem Sevelamerhydrochlorid und dem Sevelamercarbonat.

## Pharmakologie

### Pharmakodynamik
Sevelamer ist ein Phosphatbinder, der keine metallischen Kationen enthält. Das vernetzte Polymer enthält zahlreiche Aminogruppen, die jeweils durch ein Kohlenstoffatom vom Polymer-Rückgrat getrennt sind und im Magen protoniert werden. Die protonierten, positiv geladenen Aminogruppen binden negativ geladene Ionen wie z. B. im Darm befindliches Phosphat aus der Nahrung. Über die Bindung von Phosphat im Magen-Darm-Trakt verhindert Sevelamer dessen Resorption und reduziert den Serumphosphatspiegel.
Eine besondere Form der Arterienverkalkung ist die Mediasklerose, bei der die mittlere Wandschicht der Arterien durch Ablagerung von Calciumverbindungen verkalkt. Die Entstehung dieser Erkrankung wird unter anderem durch Niereninsuffizienz begünstigt. Werden niereninsuffiziente Patienten mit Phosphatbindern auf Calciumbasis behandelt, kann dies das Entstehen und Fortschreiten einer Mediasklerose zusätzlich fördern. Sevelamer als metallfreier Phosphatbinder bietet hier eine risikoärmere Alternative, da es weniger zum Entstehen einer Koronar- und Aortenverkalkung beizutragen scheint.

### Pharmakokinetik
Aufgrund seiner makromolekularen Struktur wird Sevelamer nicht aus dem Magen-Darm-Trakt resorbiert. Dies wurde durch eine Resorptionsstudie an gesunden Probanden bestätigt.

## Anwendungsgebiete
Sevelamer ist indiziert zur Behandlung von Hyperphosphatämie bei erwachsenen Hämodialyse- oder Peritonealdialysepatienten.
Sevelamer ist ebenfalls angezeigt zur Behandlung von Hyperphosphatämie bei nicht hämodialytisch behandelten erwachsenen Patienten mit chronischer Niereninsuffizienz und Serumphosphatspiegeln von mindestens 1,78 mmol/l.
Sevelamer sollte im Rahmen einer kombinierten Therapie verwendet werden, die Calciumzusätze und Vitamin-D-Verbindungen zur Kontrolle von renal bedingten Knochenerkrankungen enthält.

## Gegenanzeigen
Nicht angewendet werden darf Sevelamer bei Überempfindlichkeit gegen den Wirkstoff, bei
Hypophosphatämie oder Darmobstruktion.

## Nebenwirkungen
Die Unbedenklichkeit von Sevelamer (sowohl als Carbonat als auch als Hydrochlorid) wurde in zahlreichen klinischen Studien mit Beteiligung von insgesamt 969 Hämodialysepatienten (724 mit Sevelamerhydrochlorid und 245 mit Sevelamercarbonat) und einer Behandlungsdauer von zwischen 4 und 50 Wochen untersucht. Darunter 97 Peritonealdialyse-Patienten (Sevelamerhydrochlorid) mit einer Behandlungsdauer von 12 Wochen und 128 Patienten mit chronischer Niereninsuffizienz (79 mit Sevelamerhydrochlorid und 49 mit Sevelamercarbonat) mit einer Behandlungsdauer zwischen 8 und 12 Wochen, die nicht hämodialytisch behandelt wurden.
Die häufigsten Nebenwirkungen betreffen den Gastrointestinaltrakt und sind von leichtem bis mäßigem Schweregrad:
- Sehr häufig (≥ 1/10): Übelkeit, Erbrechen, Schmerzen im Oberbauch, Obstipation
- Häufig (≥ 1/100,< 1/10): Diarrhö, Dyspepsie, Blähungen, Bauchschmerzen[4][5]

## Hydrochlorid oder Carbonat
Sevelamerhydrochlorid (Renagel, EU-Zulassung 2000) ist das Vorgängerpräparat zu Sevelamercarbonat (Renvela, EU-Zulassung 2009). Die beiden Wirkstoffe unterscheiden sich chemisch nur durch ihre Salzform. Eine Auswertung mehrerer Studien an Patienten mit chronischer Nierenerkrankung und Hyperphosphatämie, die sich einer Hämo- oder Peritonealdialyse unterzogen, zeigte eine Abnahme der Serumbicarbonatkonzentrationen, wenn Sevelamer als Hydrochlorid eingesetzt wurde. Sevelamercarbonat hingegen senkte die Bicarbonatkonzentration im Serum nicht. In ihrer Wirkung auf die Senkung des Serumphosphats waren beide Salzformen gleichwertig. Sevelamercarbonat könnte für Patienten mit einem Risiko für das Auftreten einer metabolischen Azidose besser geeignet sein als Sevelamerhydrochlorid.

## Handelsnamen und Darreichungsformen
- Sevelamerhydrochlorid: Renagel, Generika
- Sevelamercarbonat: Renvela, zahlreiche Generika

Die Präparate gibt es als Filmtabletten und Pulver zur Herstellung einer Suspension zum Einnehmen.